# Tour d'Espagne 1985
La 40e édition du Tour d'Espagne a été disputée du 23 avril au 12 mai 1985 entre Valladolid et Salamanque. Le parcours faisait 3 474 km à effectuer en 19 étapes (et un prologue). L'Espagnol Pedro Delgado s'y est imposé, à une vitesse moyenne de 36,417 km/h.

## Déroulement de la course[1]
Au départ, les principaux favoris avaient pour nom Pedro Delgado, Faustino Rupérez et Pello Ruiz Cabestany du côté espagnol et du côté international le vainqueur sortant Éric Caritoux, Sean Kelly, Peter Winnen ou bien encore Gianbattista Baronchelli.
Lors des premières étapes, un jeune néo-professionnel se fait remarquer en portant le maillot « amarillo » (jaune) de leader, Miguel Indurain.
Le premier tournant de la course se déroule dans la sixième étape avec son arrivée aux lacs de Covadonga. Après de nombreuses attaques de coureurs comme Luis Herrera ou Robert Millar, c'est Pedro Delgado qui se détache pour remporter l'étape et s'emparer du maillot du leader. Cependant dès le jour suivant, dans une étape avec de nombreux cols et une arrivée en altitude au Alto Campoo, une échappée avec de nombreux coureurs de valeur se forme, Perico Delgado perdra plus de trois minutes et son maillot jaune au profit de son coéquipier Pello Ruiz Cabestany, qui devance alors Robert Millar de six secondes.
Dans les étapes pyrénéennes, Millar réussit à distancer ses principaux concurrents tandis que le Colombien Francisco "Pacho" Rodríguez s'adjuge deux étapes. Delgado continue à perdre du temps au général, tant et si bien qu'après le contre-la-montre d'Alcalá de Henares, il se situe à plus de six minutes du leader et parait définitivement distancé pour la victoire finale. À seulement 10 secondes de Millar, se trouve Francisco Rodríguez.
Dans l'avant-dernière étape, le cours de la Vuelta est totalement bouleversé. Le coureur de la Kelme José Recio s'échappe dans une ascension, il est rejoint plus tard par Delgado. Les deux cyclistes joignent leur effort et distancent le peloton. Au terme de l'étape, les échappés relèguent Robert Millar à près de sept minutes, qui perd la Vuelta au profit de Pedro Delgado. Francisco Rodríguez les accompagne sur le podium.
Lors de la dernière étape, Vladimir Malakhov remporte la première victoire soviétique dans un grand Tour national "open".

## Polémique[3],[4],[5],[6],[7]
La spoliation de Robert Millar (comme celle de Francisco Rodríguez) est le sujet de la polémique qui secoua la presse sportive "non-espagnole" à la fin de la Vuelta 1985 (Polémique relatée dans la presse de l'époque, notamment L'Équipe et La Gazzetta dello Sport).
Avant la pénultième étape, le maillot amarillo, Robert Millar a 10 s d'avance sur Pacho Rodriguez et 6 min 13 s sur Perico Delgado. Lors de cette 18e étape, José Recio et Pedro Delgado réalisent un numéro exceptionnel, dans des conditions météorologiques dantesques et distancent le maillot jaune de 6 min 49 s, Millar totalement livré à lui-même, puis craquant moralement.
Là où il y a matière à polémique... Robert Millar aurait pu (dû) recevoir l'aide de quelques coureurs intéressés par la défense d'une bonne place au classement général final. Francisco "Pacho" Rodríguez n'était peut-être pas en mesure de suivre les deux échappés mais il a sagement suivi Millar dans son naufrage, son directeur sportif lui interdisant de tenter quoi que ce soit. Reimund Dietzen ne reçut pas davantage l'autorisation de défendre ses chances.
La presse étrangère jugea qu'il y eut une entente illicite des différents groupes sportifs espagnols pour favoriser la victoire d'un des leurs au détriment d'un coureur de leur propre équipe.
« C'est pourri, nous étions vraiment seuls contre tout un peloton. Il fallait absolument qu'un Espagnol l'emporte ! » Propos de Roland Berland, directeur sportif de Robert Millar parus dans le quotidien L'Équipe du lundi 13 mai 1985.
« Pacho Rodriguez venait de recevoir l'ordre formel de la part de son directeur sportif de l'équipe ZOR, de se saborder carrément. » Extraits de l'article de Philippe Bouvet dans le quotidien L'Équipe du lundi 13 mai 1985.
« Je remercie tous les Espagnols. Je remercie en particulier Javier Minguez (le directeur sportif de l'équipe ZOR) qui a fait perdre à Rodríguez une place très intéressante au classement général pour favoriser la victoire d'un Espagnol. Ma victoire... » Propos de Pedro Delgado devant la presse, relatés dans le quotidien L'Équipe du lundi 13 mai 1985.
À noter que lors de la 10e étape, une coalition de différents directeurs sportifs espagnols avait (déjà) permis de limiter le débours du leader de la course, l'Espagnol Pello Ruiz Cabestany.

## Classement général
| 1.  | Pedro Delgado        | Espagne     | 95 h 58 min 00 s |
| 2.  | Robert Millar        | Royaume-Uni | à 36 s           |
| 3.  | Francisco Rodríguez  | Colombie    | à 46 s           |
| 4.  | Pello Ruiz Cabestany | Espagne     | à 1 min 51 s     |
| 5.  | Fabio Parra          | Colombie    | à 3 min 40 s     |
| 6.  | Éric Caritoux        | France      | à 6 min 08 s     |
| 7.  | Reimund Dietzen      | Allemagne   | à 6 min 36 s     |
| 8.  | Álvaro Pino          | Espagne     | à 7 min 41 s     |
| 9.  | Sean Kelly           | Irlande     | à 7 min 52 s     |
| 10. | José Luis Navarro    | Espagne     | à 8 min 56 s     |

Source: le quotidien L'Équipe du lundi 13 mai 1985. 

## Étapes
| Etape    | Date     | Villes étapes                         | km        | Vainqueur d'étape                  | Maillot jaune                |
| Prologue | 23 avril | Valladolid                            | 5,6 (CLM) | Bert Oosterbosch Pays-Bas          | Bert Oosterbosch Pays-Bas    |
| 1°       | 24 avril | Valladolid - Zamora                   | 177       | Eddy Planckaert Belgique           | Bert Oosterbosch Pays-Bas    |
| 2°       | 25 avril | Zamora - Orense                       | 262       | Sean Kelly Irlande                 | Miguel Indurain Espagne      |
| 3°       | 26 avril | Orense - Saint-Jacques-de-Compostelle | 197       | Gianbattista Baronchelli Italie    | Miguel Indurain Espagne      |
| 4°       | 27 avril | Saint-Jacques-de-Compostelle - Lugo   | 162       | Eddy Planckaert Belgique           | Miguel Indurain Espagne      |
| 5°       | 28 avril | Lugo - Oviedo                         | 238       | Federico Echave Espagne            | Miguel Indurain Espagne      |
| 6°       | 29 avril | Oviedo - Lacs de Covadonga            | 145       | Pedro Delgado Espagne              | Pedro Delgado Espagne        |
| 7°       | 30 avril | Cangas de Onís - Alto Campoo          | 190       | Antonio Agudelo Colombie           | Pello Ruiz Cabestany Espagne |
| 8°       | 1er mai  | Aguilar de Campoo - Tabacalera        | 224       | Ángel Camarillo Espagne            | Pello Ruiz Cabestany Espagne |
| 9°       | 2 mai    | Tabacalera - Balneario de Panticosa   | 253       | Fons De Wolf Belgique              | Pello Ruiz Cabestany Espagne |
| 10°      | 3 mai    | Sabiñánigo - Tremp                    | 209       | Sean Kelly Irlande                 | Robert Millar Royaume-Uni    |
| 11°      | 4 mai    | Tremp - Andorra                       | 124       | Francisco Rodríguez Colombie       | Robert Millar Royaume-Uni    |
| 12°      | 5 mai    | Andorra - Pal                         | 16 (CLM)  | Francisco Rodríguez Colombie       | Robert Millar Royaume-Uni    |
| 13°      | 6 mai    | Andorra - San Quirico de Tarrasa      | 193       | José Ángel Sarrapio Espagne        | Robert Millar Royaume-Uni    |
| 14°      | 7 mai    | Valence - Benidorm                    | 201       | José Recio Espagne                 | Robert Millar Royaume-Uni    |
| 15°      | 8 mai    | Benidorm - Albacete                   | 208       | Sean Kelly Irlande                 | Robert Millar Royaume-Uni    |
| 16°      | 9 mai    | Albacete - Alcalá de Henares          | 252       | Isidro Juárez Espagne              | Robert Millar Royaume-Uni    |
| 17°      | 10 mai   | Alcalá de Henares                     | 43 (CLM)  | Pello Ruiz Cabestany Espagne       | Robert Millar Royaume-Uni    |
| 18°      | 11 mai   | Alcalá de Henares - Ségovie           | 200       | José Recio Espagne                 | Pedro Delgado Espagne        |
| 19°      | 12 mai   | Ségovie - Salamanque                  | 175       | Vladimir Malakhov Union soviétique | Pedro Delgado Espagne        |

## Équipes participantes
| Équipes                   | Principaux engagés                                                                     |
| Skil-Sem-Kas-Miko         | Éric Caritoux, Sean Kelly                                                              |
| Dormilón                  | Juan Martínez Oliver                                                                   |
| Safir                     | Guido Beyens                                                                           |
| Fagor                     | Fons De Wolf, Pedro Muñoz                                                              |
| Hueso                     | Isidro Juárez, Jesús Suárez Cueva                                                      |
| Kelme                     | Vicente Belda, José Recio                                                              |
| Lousa-Trinaranjus         | Manuel Cunha                                                                           |
| Orbea-Gin MG              | Pedro Delgado, Pello Ruiz Cabestany                                                    |
| Panasonic-Raleigh         | Bert Oosterbosch, Eddy Planckaert, Steven Rooks, Peter Winnen                          |
| Peugeot-Shell             | Robert Millar, Régis Clère                                                             |
| Varta-Café de Colombia    | Antonio Agudelo, Luis Herrera, Fabio Parra                                             |
| Reynolds                  | Eduardo Chozas, Miguel Indurain, José Luis Laguía                                      |
| Supermercati Brianzoli    | Gianbattista Baronchelli                                                               |
| Teka                      | Reimund Dietzen, Federico Echave, José Ángel Sarrapio                                  |
| Sélection d'URSS          | Ivan Ivanov, Vladimir Malakhov                                                         |
| Xerox-Philadelphia Lasers | Michael Carter                                                                         |
| Zor-Gemeaz                | Ángel Camarillo, José Luis Navarro, Álvaro Pino, Francisco Rodríguez, Faustino Rupérez |

## Liste des coureurs
| Skil - Sem - Kas - Miko | Dormilón | Safir |
| - 1 Éric Caritoux (Fra) - 2 René Bittinger (Fra) - 3 Patrice Esnault (Fra) - 4 Guy Gallopin (Fra) - 5 Dominique Garde (Fra) - 6 Jean-Claude Garde (Fra) - 7 Éric Guyot (Fra) - 8 Sean Kelly (Irl) - 9 Gilles Mas (Fra) - 10 Philippe Poissonnier (Fra)                                                                         | - 11 Mariano Bayón (Esp) - 12 Francisco Caro (Esp) - 13 Francisco Espinosa (Esp) - 14 José María Moreno (ca) (Esp) - 15 José Rafael Garcia Martinez (Esp) - 16 Ludo Loos (Bel) - 17 Juan Martínez Oliver (Esp) - 18 Juan Alberto Reig (Esp) - 19 Camillo Santos Ramos (Esp) - 20 Jesús Rodríguez Rodríguez (es) (Esp)            | - 21 Guido Beyens (Bel) - 22 Luc Branckaerts (Bel) - 23 Werner Devos (Bel) - 24 Patrick Cocquyt (Bel) - 25 Marc Dierickx (Bel) - 26 Diederik Foubert (ca) (Bel) - 27 Herman Frison (Bel) - 28 Marc Van Geel (Bel) - 29 Ronny Van Holen (Bel) - 30 Patrick Verschueren (Bel)                                 |
| Fagor | Hueso | Kelme |
| - 31 Jean-Claude Bagot (Fra) - 32 Pierre Bazzo (Fra) - 33 Jean-René Bernaudeau (Fra) - 34 Jacques Bossis (Fra) - 35 Fons De Wolf (Bel) - 36 François Lemarchand (Fra) - 37 Pedro Muñoz (Esp) - 38 René Martens (Bel) - 39 Thierry Peloso (Fra) - 40 Pol Verschueren (Bel)                                                      | - 41 Sabino Angoitia (Esp) - 42 Ángel de las Heras (ca) (Esp) - 43 Guillermo de la Peña (en) (Esp) - 44 Juan María Eguiarte (Esp) - 45 Isidro Juárez (Esp) - 46 Carlos Machín (Esp) - 47 Juan Tomás Martínez (es) (Esp) - 48 Jaime Salva (Esp) - 49 Jesús Suárez Cueva (Esp) - 50 Jon Koldo Urien (es) (Esp)                     | - 51 Bernardo Alfonsel (Esp) - 52 Vicente Belda (Esp) - 53 Francisco Cambil (Esp) - 54 Javier Castellar (es) (Esp) - 55 Antonio Esparza (Esp) - 56 Arsenio González (Esp) - 57 Miguel Ángel Iglesias (Esp) - 58 Francisco López Gonzalvo (es) (Esp) - 59 José Recio (Esp) - 60 Mariano Sánchez (Esp)        |
| Lousa Trinaranjus | Orbea - Gin MG | Panasonic Raleigh |
| - 61 Benjamin Carvalho (Por) - 62 Abel Cuelho (Por) - 63 Manuel Cunha (Por) - 64 Luis Domingos (Por) - 65 Carlos Ferreira (Por) - 66 Carlos Marta (en) (Por) - 67 Jacinto Paulinho (Por) - 68 Joao Paulo (Por) - 69 José Poeira (Por) - 70 Adelino Teixeira (Por)                                                              | - 71 Pedro Delgado (Esp) - 72 Manuel Jorge Domínguez (Esp) - 73 Anastasio Greciano (Esp) - 74 Mathieu Hermans (Hol) - 75 Jerónimo Ibáñez (en) (Esp) - 76 Jokin Mujika (Esp) - 77 Pello Ruiz Cabestany (Esp) - 78 Jaime Vilamajó (Esp) - 79 Felipe Yáñez (Esp) - 80 Ricardo Zúñiga (ca) (Esp)                                     | - 81 Jos Alberts (nl) (Hol) - 82 Theo de Rooij (Hol) - 83 Alexi Grewal (Usa) - 84 Eddy Planckaert (Bel) - 85 Walter Planckaert (Bel) - 86 Bert Oosterbosch (Hol) - 87 Steven Rooks (Hol) - 88 Gerard Veldscholten (Hol) - 89 Bert Wekema (Hol) - 90 Peter Winnen (Hol)                                      |
| Peugeot Shell | Varta - Café de Colombia | Reynolds |
| - 91 Régis Clère (Fra) - 92 Francis Castaing (Fra) - 93 Gilbert Duclos-Lassalle (Fra) - 94 Ronan Pensec (Fra) - 95 Frédéric Brun (Fra) - 96 Dominique Lecrocq (Fra) - 97 Éric Louvel (Fra) - 98 Robert Millar (Gbr) - 99 Pascal Simon (Fra) - 100 Sean Yates (Gbr)                                                             | - 101 Antonio Agudelo (Col) - 102 Rogelio Arango (en) (Col) - 103 Samuel Cabrera (Col) - 104 Edgar Corredor (Col) - 105 Alfonso Flórez (Col) - 106 Luis Herrera (Col) - 107 Carlos Mario Jaramillo (Col) - 108 Fabio Parra (Col) - 109 Martín Ramírez (Col) - 110 Pablo Wilches (Col)                                            | - 111 Enrique Aja (Esp) - 112 Guillermo Arenas (es) (Esp) - 113 Eduardo Chozas (Esp) - 114 Iñaki Gastón (Esp) - 115 Julián Gorospe (Esp) - 116 Carlos Hernández Bailo (Esp) - 117 Jesús Hernández Úbeda (Esp) - 118 Miguel Indurain (Esp) - 119 José Luis Laguía (Esp) - 120 Celestino Prieto (Esp)         |
| Supermercati Brianzoli | Teka | Sélection d'URSS |
| - 121 Gaetano Baronchelli (Ita) - 122 Gianbattista Baronchelli (Ita) - 123 Antonio Bevilacqua (Ita) - 124 Giovanni Bottoia (Ita) non partant - 125 Maurizio Colombo (it) (Ita) - 126 Alfredo Chinetti (Ita) - 127 Claudio Corti (Ita) - 128 Antonio Ferretti (en) (Ita) - 129 Giovanni Mantovani (Ita) - 130 Gianni Zola (Ita) | - 131 Jesús Blanco Villar (Esp) - 132 Antonio Coll (Esp) - 133 Faustino Cueli (ca) (Esp) - 134 Noël Dejonckheere (Bel) - 135 Pedro Díaz Zabala (es) (Esp) - 136 Reimund Dietzen (All) - 137 Federico Echave (Esp) - 138 José Maria Gonzalez Barcala (Esp) - 139 José Ángel Sarrapio (Esp) - 140 Modesto Urrutibeazkoa (ca) (Esp) | - 141 Serguei Ermatchenko (Urss) - 142 Ivan Ivanov (Urss) - 143 Nikolai Kossiakov (Urss) - 144 Vladimir Malakov (Urss) - 145 Youri Barinov (Urss) - 146 Alexander Osipov (Urss) - 147 Yurij Perunovsky (Urss) - 148 Andrei Toporitchev (Urss) - 149 Andreï Vedernikov (Urss) - 150 Vladimir Volochin (Urss) |
| Xerox - Philadelphia Lasers | Zor - Gemeaz | |
| - 151 Michael Carter (Usa) - 152 David Cech (Usa) - 153 John Eustice (Usa) - 154 Greg Gilmore (Usa) - 155 André Chappuis (Fra) - 156 Claude Michely (Lux) - 157 Anthony Mortimer (Usa) - 158 Peter Moody (Usa) - 159 Greg Saunders (Usa) - 160 Rudi Weber (All)                                                                | - 161 Jesús Ignacio Alonso (Esp) - 162 Ángel Camarillo (Esp) - 163 Marc Durant (Fra) - 164 Juan Fernández Martín (Esp) - 165 José Luis Navarro (Esp) - 166 Álvaro Pino (Esp) - 167 Faustino Rupérez (Esp) - 168 Francisco Rodriguez (Col) - 169 Jesús Rodríguez Magro (Esp) - 170 Manuel Zeferino                                | |